# Ekoregion

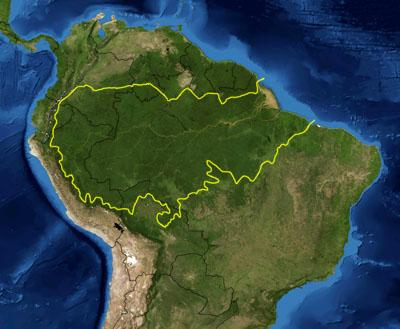
Mapa ekoregionů amazonského pralesa. Žlutá čára ohraničuje ekoregiony podle Světového fondu na ochranu přírody.

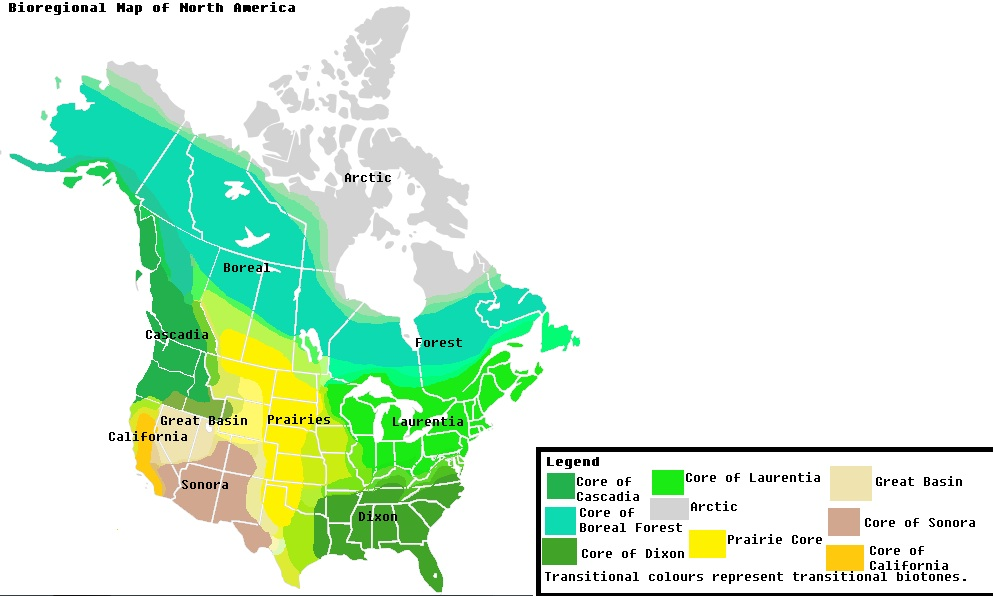
Mapa bioregionů Kanady a USA.

Ekoregion (ekologická oblast) je ekologicky a geograficky vymezená oblast, která je menší než bioregion, který je zase menší než biogeografická oblast. Ekoregiony pokrývají relativně velké plochy souše nebo vody a obsahují charakteristická, geograficky odlišná společenstva přírodních společenstev a druhů. Biodiverzita rostlin, živočichů a ekosystémů, které charakterizují ekoregion, bývá odlišná od biodiverzity jiných ekoregionů. Teoreticky jsou ekoregiony z hlediska biologické rozmanitosti nebo ochrany přírody relativně velké oblasti pevniny nebo vody, kde pravděpodobnost výskytu různých druhů a společenstev v daném místě zůstává relativně konstantní, v rámci přijatelného variačního rozpětí (v tuto chvíli z velké části nedefinovaného).
Pro všechny přístupy k biogeografickému mapování je vhodné uvést tři výhrady. Za prvé, žádný biogeografický rámec není optimální pro všechny taxony. Ekoregiony odrážejí nejlepší kompromis pro co největší počet taxonů. Za druhé, hranice ekoregionů zřídkakdy tvoří náhlé okraje; spíše je ohraničují ekotony a mozaikovitá stanoviště. Za třetí, většina ekoregionů obsahuje stanoviště, která se liší od jim přiřazeného biomu. Biogeografické provincie mohou vznikat v důsledku různých bariér, včetně fyzikálních (desková tektonika, topografické vyvýšeniny), klimatických (změny zeměpisné šířky, sezónní rozsah) a souvisejících s chemickými látkami v oceánu (salinita, hladina kyslíku).

## Historie
Historie pojmu je poněkud nejasná a ten byl používán v mnoha kontextech: v klasifikaci lesů (Loucks, 1962), v klasifikaci biomů (Bailey, 1976, 2014), v biogeografické klasifikaci (WWF/Global 200 scheme of Olson & Dinerstein, 1998) atd.
Koncepce ekoregionu uplatňovaná Baileym přikládá větší význam ekologickým kritériím a klimatu, zatímco koncepce Světového fondu na ochranu přírody (WWF) přikládá větší význam biogeografii, tj. rozšíření odlišných druhových společenstev.

## Definice a kategorizace

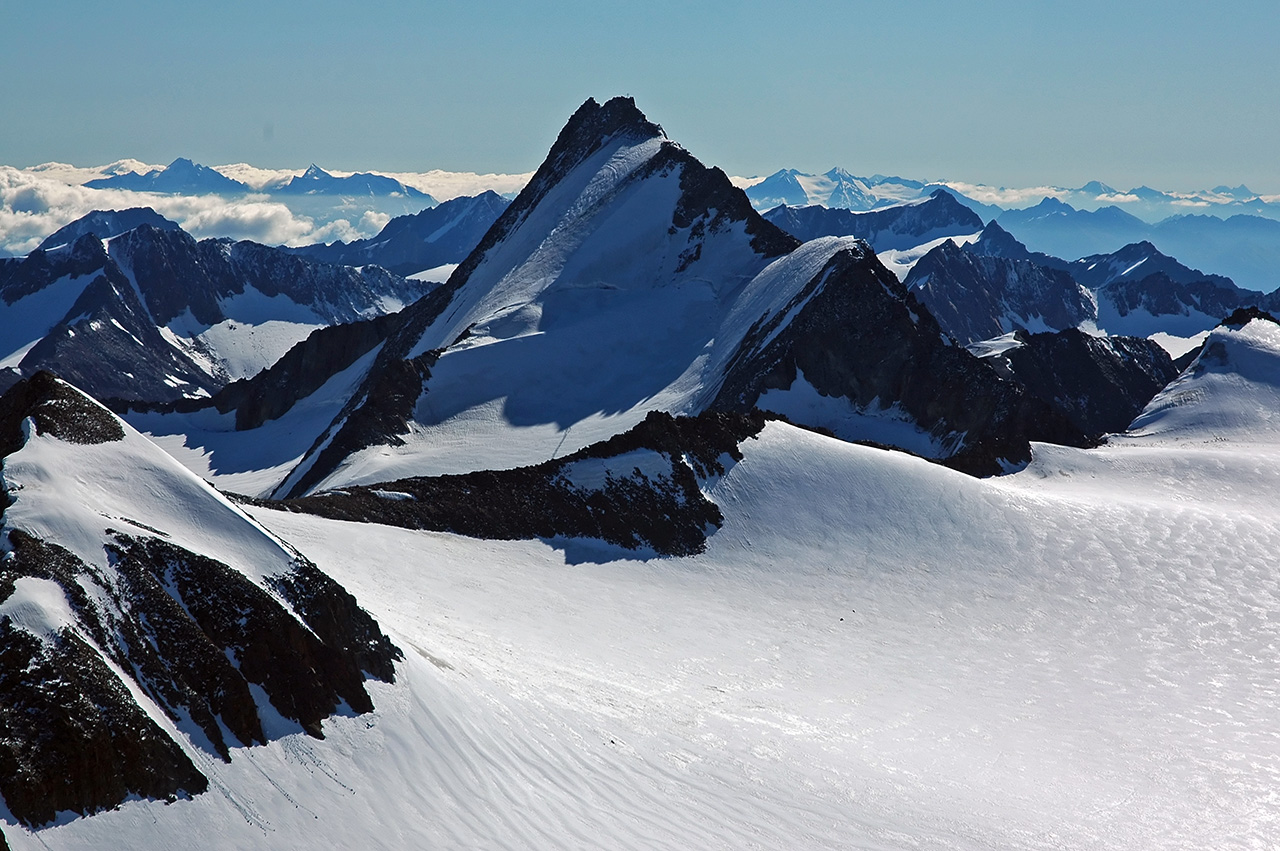
Ötztalské Alpy, pohoří v centrálních Alpách, jsou součástí Centrálních krystalických Alp a obě jednotky (pohoří) lze označit jako ekoregion

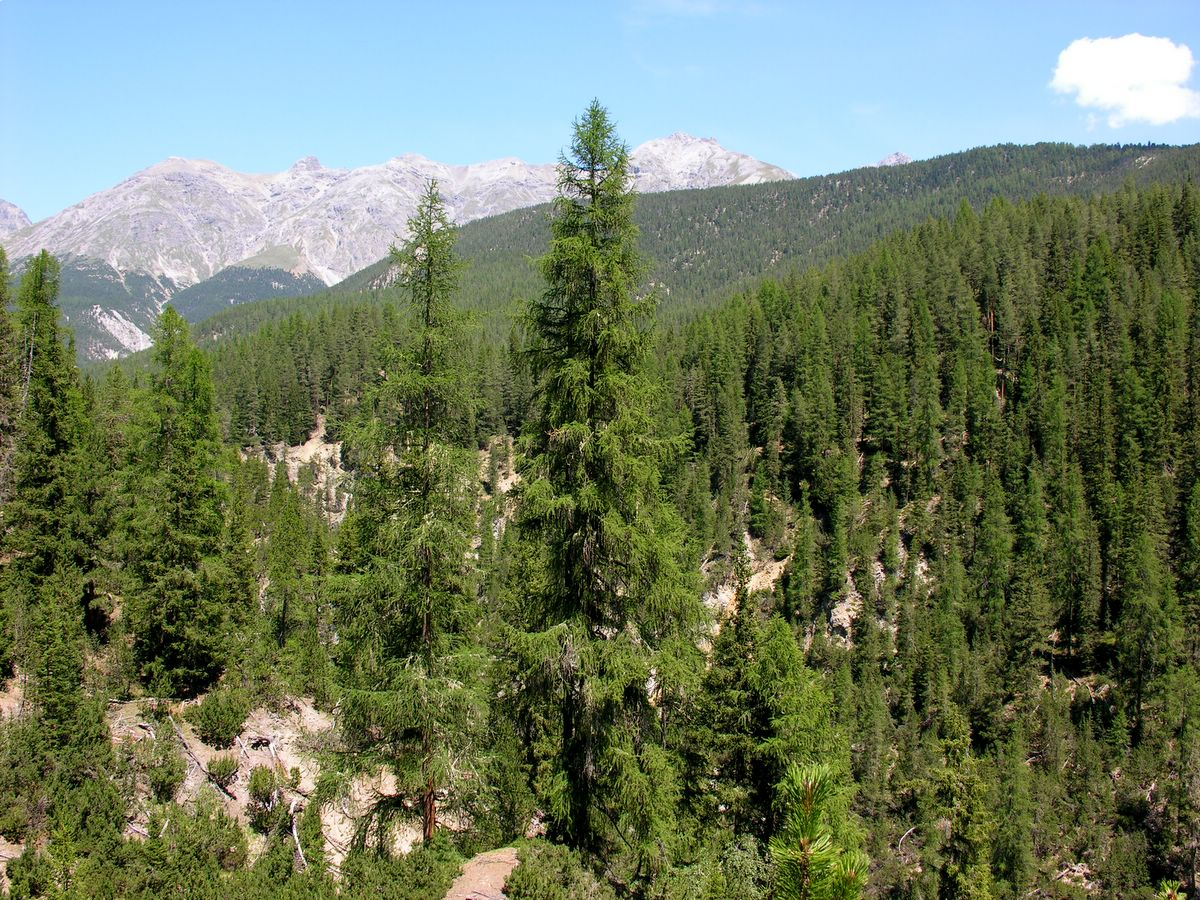
Jehličnatý les ve švýcarských Alpách (Švýcarský národní park)

Ekoregion je „opakující se vzorec ekosystémů spojený s charakteristickými kombinacemi půdy a reliéfu, které charakterizují danou oblast.“ Omernik (2004) to rozvádí, že se jedná o „oblasti, v nichž existuje prostorová shoda charakteristik geografických jevů spojených s rozdíly v kvalitě, zdraví a integritě ekosystémů“. „Charakteristiky geografických jevů“ mohou zahrnovat geologii, fyzickou geografii, vegetaci, klima, hydrologii, suchozemskou a vodní faunu a půdu a mohou, ale nemusí zahrnovat dopady lidské činnosti (např. způsoby využívání půdy, změny vegetace). Mezi těmito charakteristikami existuje významná, nikoli však absolutní prostorová korelace, což činí vymezení ekoregionů nedokonalou vědou. Další komplikací je, že podmínky prostředí na hranici ekoregionu se mohou měnit velmi pozvolna, např. přechod prérie-les na středozápadě Spojených států amerických, což ztěžuje určení přesné dělicí hranice. Takové přechodové zóny se nazývají ekotony.
Ekoregiony lze kategorizovat pomocí algoritmického přístupu nebo holistického přístupu „váhy důkazů“, kdy se význam různých faktorů může lišit. Příkladem algoritmického přístupu je práce Roberta Baileyho pro Lesní službu USA, která používá hierarchickou klasifikaci, jež nejprve rozděluje území do velmi rozsáhlých regionů na základě klimatických faktorů a tyto regiony dále dělí nejprve podle dominantní potenciální vegetace a poté podle geomorfologie a půdních charakteristik. Příkladem přístupu založeného na váze důkazů je práce Jamese Omernika pro Agenturu pro ochranu životního prostředí Spojených států, kterou následně (s úpravami) pro Severní Ameriku přijala severoamerická Komise pro spolupráci v oblasti životního prostředí.
Zamýšlený účel vymezení ekoregionu může ovlivnit použitou metodu. Například ekoregiony WWF byly vytvořeny na pomoc při plánování ochrany biologické rozmanitosti a kladou větší důraz než Omernikův nebo Baileyho systém na floristické a faunistické rozdíly mezi regiony. Klasifikace WWF definuje ekoregion jako:
   Rozsáhlé území na souši nebo ve vodě, které obsahuje geograficky odlišné soubory přírodních společenstev, které:
       (a) sdílejí velkou většinu svých druhů a ekologickou dynamiku;
       (b) sdílí podobné podmínky prostředí a;
       (c) vzájemně se ekologicky ovlivňují způsobem, který je rozhodující pro jejich dlouhodobé přetrvání.
Podle WWF se hranice ekoregionu blíží původnímu rozsahu přírodních společenstev před jakýmikoliv významnými nedávnými narušeními nebo změnami. WWF identifikoval celkem 867 suchozemských ekoregionů a přibližně 450 sladkovodních ekoregionů na celé Zemi.